# Рутил
Рутил (англ. rutile; нім. Rutil) — мінерал класу оксидів та гідрооксидів; діоксид титану ланцюжкової будови.

## Назва
Назва мінералу походить від лат. rutilus — червонуватий (A. G. Werner, 1803). Синоніми — ґалітциніт, кажуеліт, кахуеліт, каюеліт, руда титанова, титаншерл, едісоніт.

## Загальна характеристика
Хімічна формула: ТіО2. Містить (%): Ті — 60,0; О2 — 40,0. Ізоморфні домішки: Cr, Nb, Та, V, Sn. Різновиди рутилу: стрюверит — містить домішку Ta2O5 до 47 %; ільменорутил Nb2О5 до 42 %; нігрин — залізистий рутил. Сингонія тетрагональна. Дитетрагонально-дипірамідальний вид. Густина 4,3. Твердість 6,0-6,75. Бурого або червоного кольору. Блиск алмазний, металічний. Прозорий у невеликих уламках. Риса жовта, бура. Кристали призматичні, стовпчасті до голчатих. Грані призми покриті вертикальною штриховкою. Звичайні двійники. Утворює епітаксичні зростки з магнетитом, гематитом, ільменітом, голчастими і волосоподібними вростками в кварці («стріли Амура», «волосся Венери»), ґранаті. Тонкозернистий агрегат рутилу входить до складу псевдоморфоз по мінералах Ti (лейкоксен).

## Поширення
Зустрічається найчастіше в метаморфічних породах, бідних на СаО, та у метасоматичних утвореннях і вивержених породах як акцесорний мінерал. Інколи зустрічається у пегматитах і деяких гідротермальних родовищах разом з кварцом. Руда титану. Є в метаморфічних породах, жилах, розсипищах.
Розповсюдження: альпійські райони Австрії та Швейцарії, пегматити Уралу (РФ), штати Північна Кароліна, Флорида (США), чорні піски Нового Південного Уельсу, південь Квінсленду (Австралія). В Україні є у Придніпров'ї, на Волині.

## Одержання
З титано-цирконієвих руд розсипів рутил вилучається гравітаційними методами. Доводка — магнітною й електричною сепарацією, збагаченням на концентраційних столах; флотацією.

## Різновиди
Розрізняють:
- Рутил голчастий,
- Рутил залізистий (нігрин),
- Рутил залізний (різновид рутилу, який містить до 11 % Fe2O3),
- Рутил ніобіїстий (різновид рутилу, який містить до 5 % ніобію і дещо менше танталу),
- Рутилогематит (суміш оксидів заліза і титану),
- Рутил танталистий (різновид рутилу, який містить 15,44 % Ta2O5 i 8,64 % Nb2O5),
- Рутил штучний (одержаний синтетично).

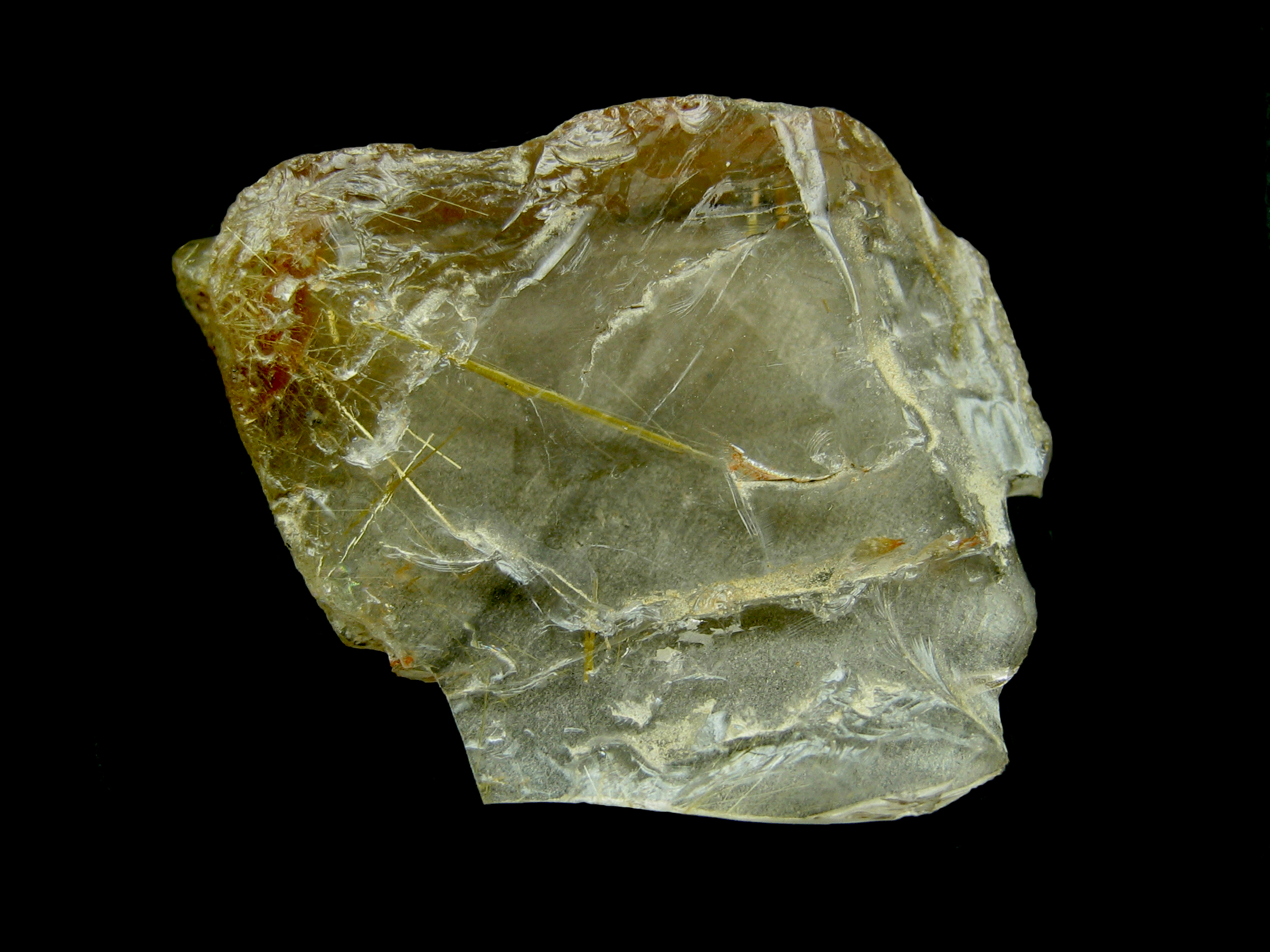
Рутил у кварці
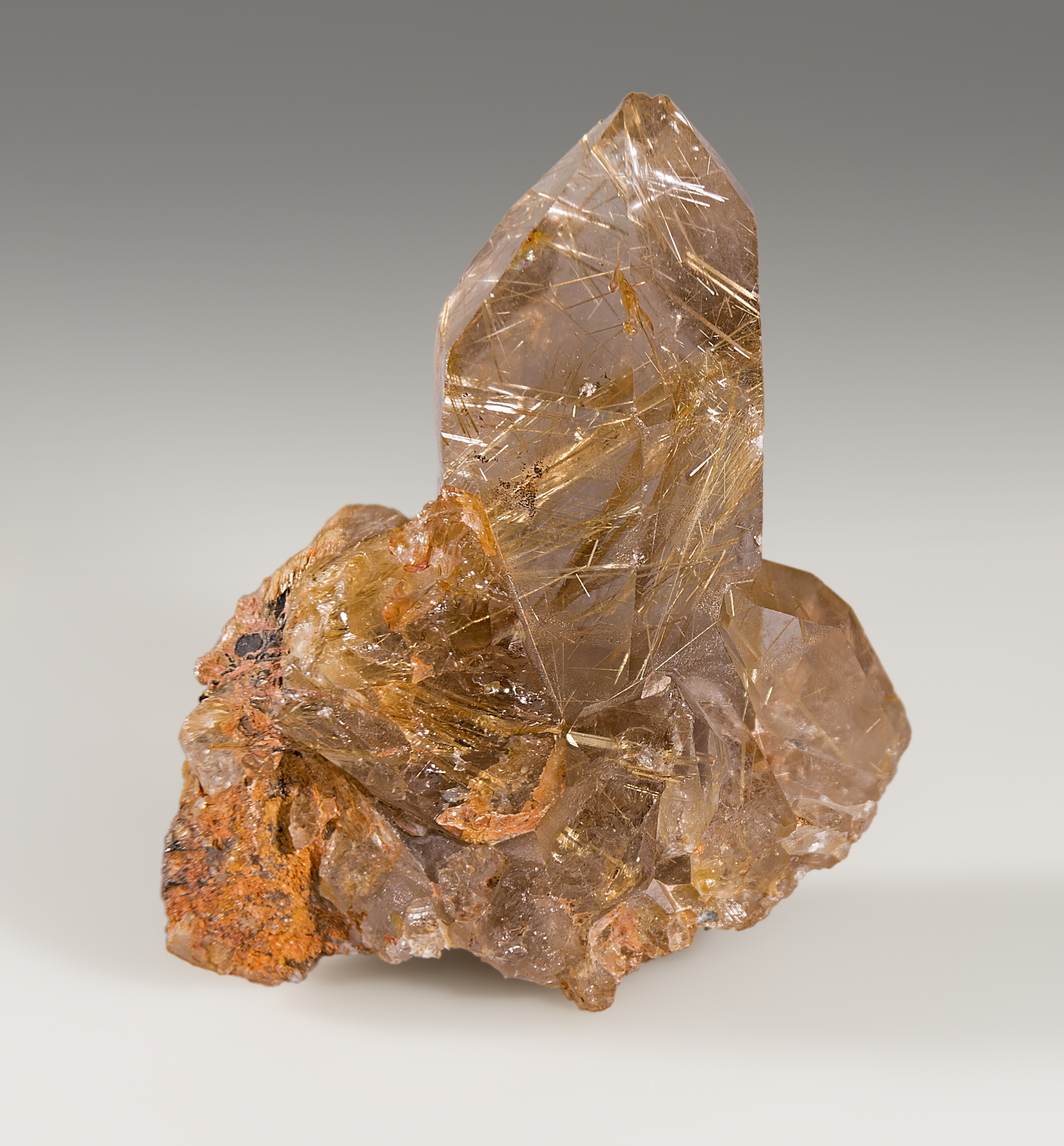
Рутил у кварці
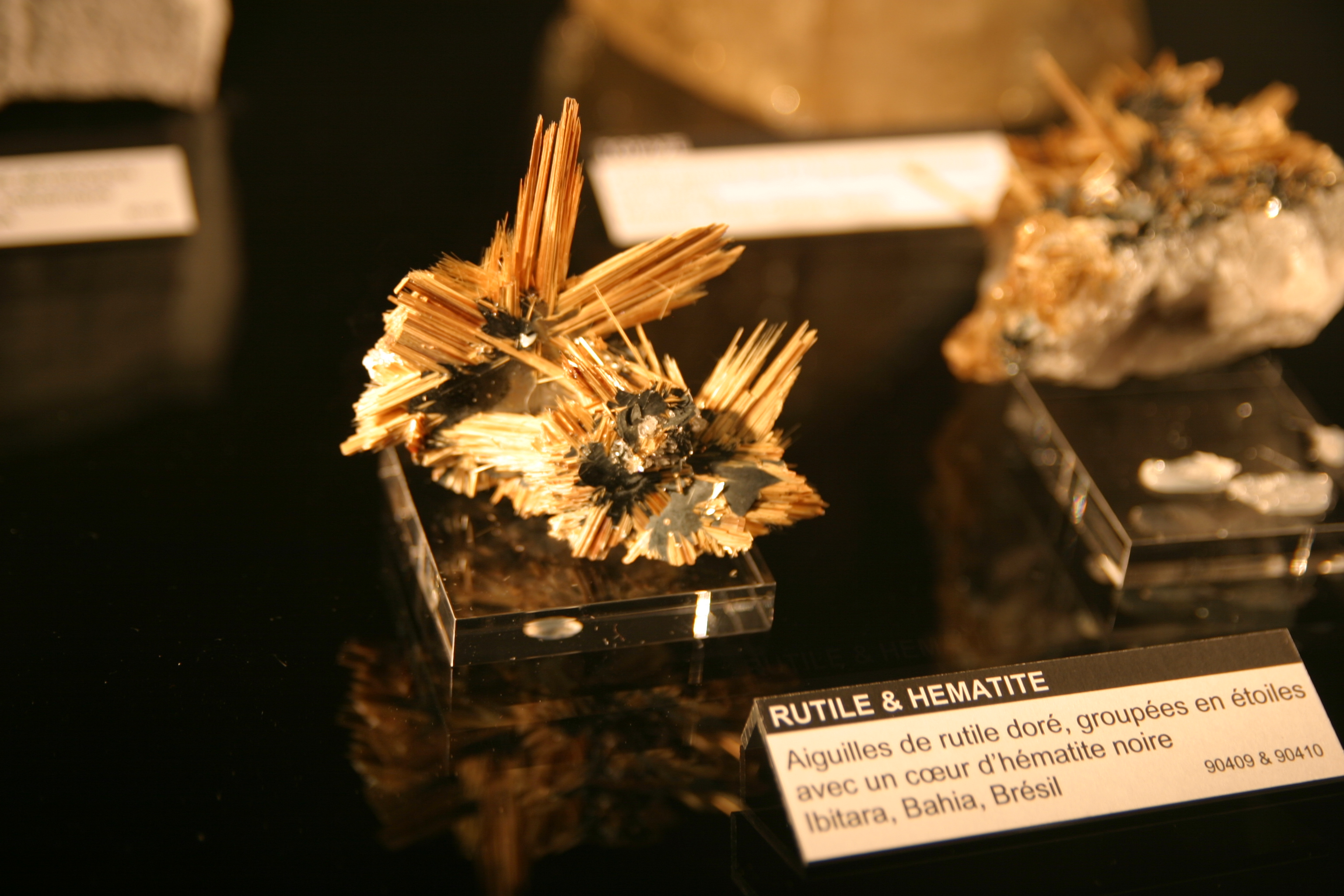
Рутил з гематитом
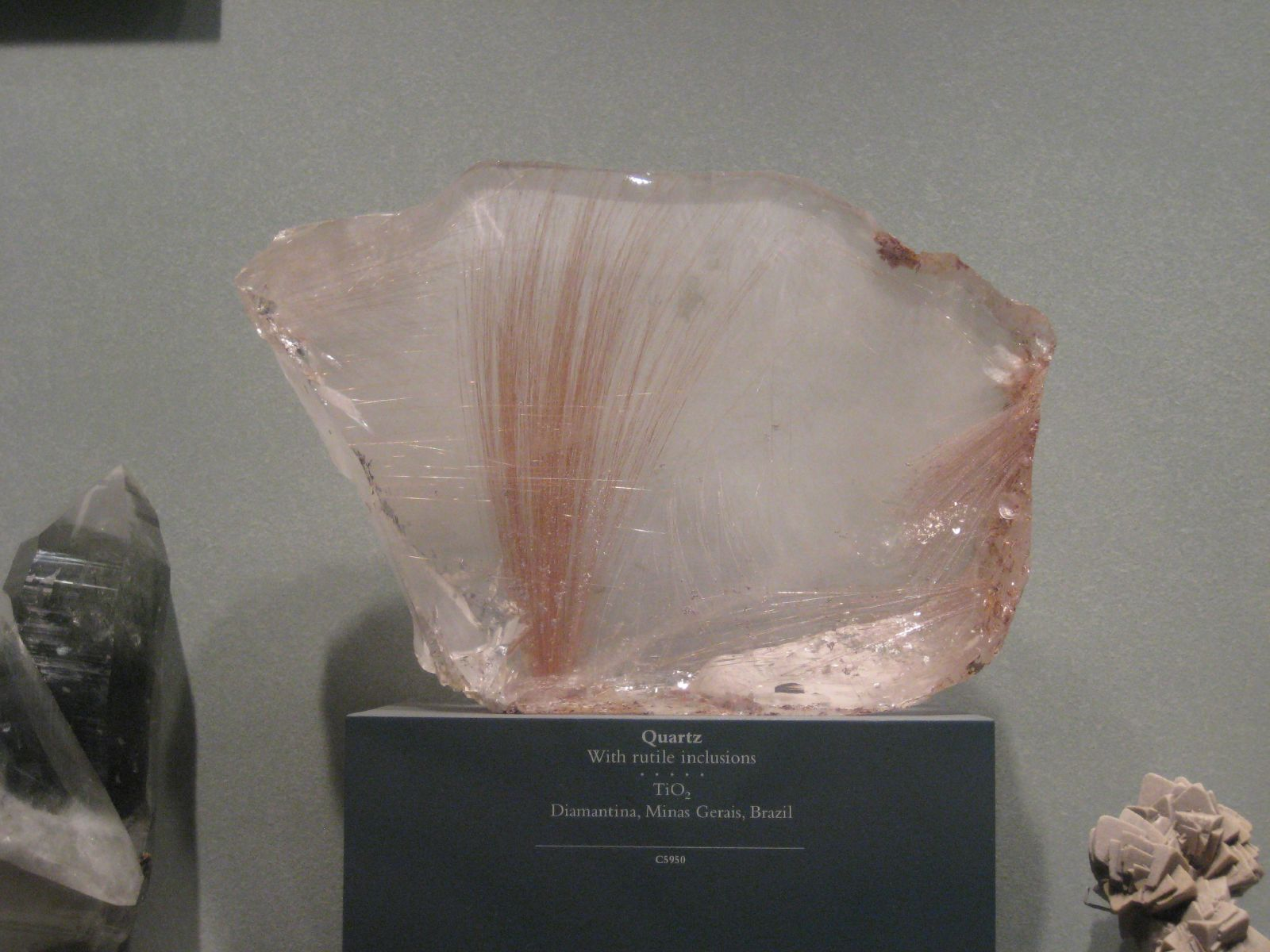
Рутил у кварці
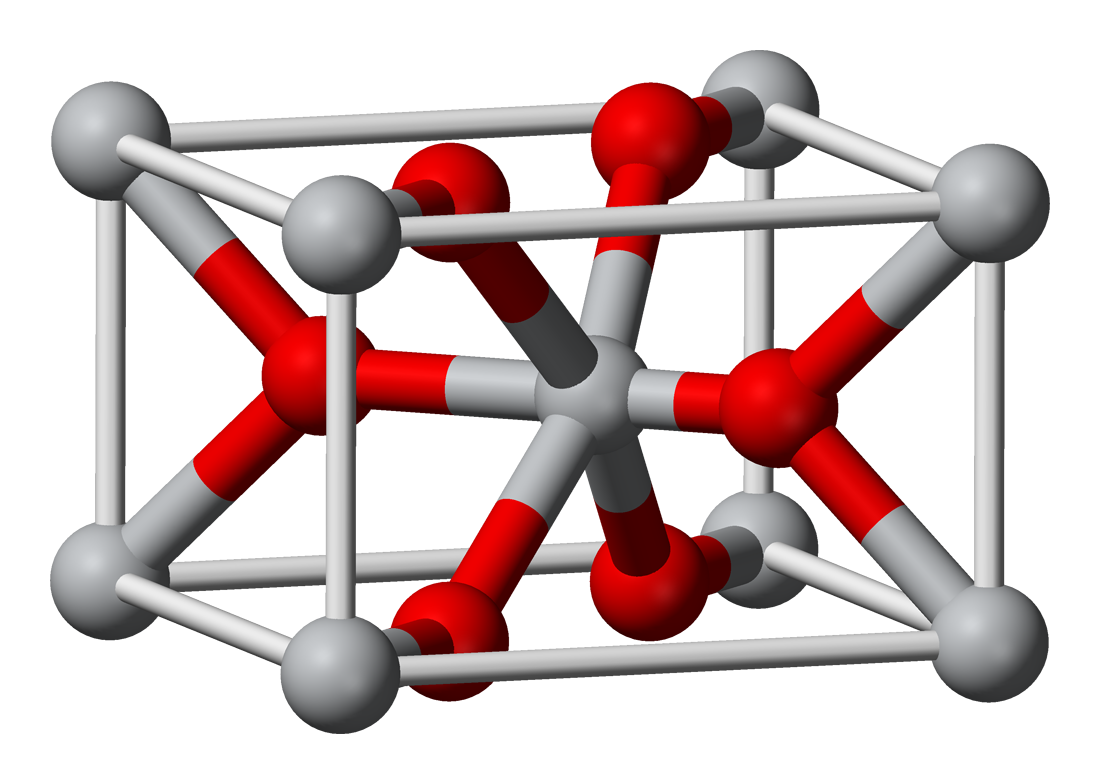
Елементарна комірка рутилу